# كيفن لوبيز (لاعب كرة قدم)
كيفن لوبيز (بالإسبانية: Kevin Josué López)‏ هو لاعب كرة قدم هندوراسي في مركز الهجوم، ولد في 3 فبراير 1996 في تشولوما في هندوراس. لعب مع نادي موتاجوا ‏.

## وصلات خارجية
- كيفن لوبيز على موقع قاعدة بيانات كرة القدم.إي يو (الإنجليزية)
- كيفن لوبيز على موقع ناشيونال فوتبول تيمز (الإنجليزية)
- كيفن لوبيز على موقع Soccerway.com (الإنجليزية)
- كيفن لوبيز على موقع أوليمبيديا (الإنجليزية)